# Hệ thống sông Hồng
Hệ thống sông Hồng là một mạng lưới các con sông, tập hợp quanh con sông chính là sông Hồng, góp nước cho sông Hồng hoặc nhận nước của con sông này đổ ra Biển Đông. Hệ thống sông Hồng tạo nên phần lớn diện tích đồng bằng Bắc Bộ, một vùng bình nguyên tam giác châu thổ lớn thứ hai của Việt Nam. Cùng với hệ thống sông Thái Bình ở phần phía Đông Bắc đồng bằng Bắc Bộ, tạo nên đồng bằng này, đồng thời hệ thống sông Hồng còn được nối thông và góp một phần lưu lượng nước của mình cho hệ thống sông Thái Bình, do đó cả hai hệ thống sông này còn được biết tới với cái tên chung là Hệ thống sông Hồng và sông Thái Bình. Hệ thống sông Hồng bồi đắp nên phần trung tâm và phần phía Nam đồng bằng Bắc Bộ. 

## Lưu vực

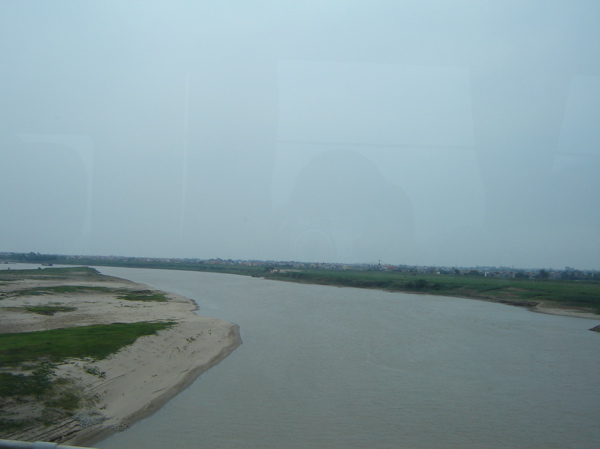
sông Hồng, đoạn chảy qua Hà Nội

### Hợp lưu
Các dòng sông gom nước trực tiếp cho hệ thống sông Hồng, gồm:
- Sông Đà và các hợp lưu của sông Đà, hợp lưu với sông Hồng ở Trung Hà - Phú Thọ;
- Sông Lô và các hợp lưu của sông Lô,gh hợp lưu với sông Hồng tại ngã ba Bạch Hạc Việt Trì tỉnh Phú Thọ;
- Ngoài ra còn các hợp lưu của sông Đáy, xuất phát từ vùng núi hai tỉnh Hòa Bình và Ninh Bình, không góp nước cho sông Hồng nhưng vẫn thuộc hệ thống sông Hồng, như: sông Bôi, sông Hoàng Long, sông Vạc...

### Phân lưu
- Sông Đáy, và các phụ lưu của nó như: sông Nhuệ, sông Phủ Lý, sông Nam Định;
- Sông Nhuệ, lấy nước từ sông Hồng tại địa phận quận Bắc Từ Liêm - Hà Nội, chảy theo hướng bắc nam và kết thúc tại thành phố Phủ Lý - Hà Nam.
- Sông Đuống, lấy nước của sông Hồng đổ sang hệ thống sông Thái Bình;
- Sông Phủ Lý, tức sông Châu Giang, rút nước sông Hồng đổ vào sông Đáy;
- Sông Luộc, lấy nước sông Hồng đổ sang hệ thống sông Thái Bình;
- Sông Trà Lý, một nhánh của sông Hồng, chảy theo hướng đông qua tỉnh Thái Bình
- Sông Diêm Hộ, phân lưu của các sông Luộc và Trà Lý
- Sông Ninh Cơ (tức là sông Đài hay sông Lạch Giang), một nhánh của sông Hồng, chảy uốn lượn theo hướng Nam, qua tỉnh Nam Định đổ ra Biển Đông
- Sông Nam Định, hay sông Đào, là một nhánh của sông Hồng chảy theo hướng tây nam qua tỉnh Nam Định và hợp lưu với sông Đáy;
- Sông Sò, một nhánh sông nhỏ của sông Hồng, chảy qua các huyện Giao Thủy với hai huyện Xuân Trường và Hải Hậu tỉnh Nam Định.
- Sông Lân, một nhánh sông nhỏ chảy qua huyện Kiến Xương, Tiền Hải (thuộc tỉnh Thái Bình và đổ ra Biển Đông bởi cửa Lân).[2]

## Các cửa sông thuộc hệ thống sông Hồng, đổ ra Biển Đông
- Cửa Ba Lạt, cửa chính của sông Hồng, nằm giữa hai tỉnh Thái Bình và Nam Định
- Cửa Diêm Hộ, ở huyện Thái Thụy (Thái Bình)
- Cửa Trà Lý, giữa huyện Thái Thụy và huyện Tiền Hải (Thái Bình)
- Cửa Lân, thuộc huyện Tiền Hải
- Cửa sông Sò, tại địa phận xã Giao Lâm (Giao Thủy) và Hải Hậu) thuộc tỉnh Nam Định
- Cửa Lạch Giang, cửa sông Ninh Cơ, nằm giữa hai huyện Hải Hậu và Nghĩa Hưng tỉnh Nam Định.
- Cửa Đáy, trên sông Đáy, nằm giữa hai tỉnh Nam Định và Ninh Bình.
- Cửa Lạch Càn trên sông Càn, nằm giữa hai tỉnh Ninh Bình và Thanh Hóa.

## Hệ thống đê bao
Hệ thống đê bao này được hình thành từ rất lâu đời, nhưng chính thức được nhà nước tu bổ tôn tạo là từ triều đại Nhà Lý, thời vua Lý Nhân Tông. Ước tính hiện nay tổng chiều dài của hệ thống đê bao tất cả các con sông thuộc Hệ thống sông Hồng dài khoảng 3000 km.